# Myotomys
Myotomys é um gênero de roedores da família Muridae.

## Espécies
- Myotomys sloggetti (Thomas, 1902)
- Myotomys unisulcatus (F. Cuvier, 1829)